# Réseau de bus Keolis Meyer
Keolis Meyer, anciennement les transports Daniel Meyer, filiale du groupe Keolis, exploitait un réseau de transports en commun par bus et cars dans une partie du département de l'Essonne (en traversant les Hauts-de-Seine et/ou le Val-de-Marne), dans le cadre de conventions passées avec le Syndicat des transports d'Île-de-France, l'autorité organisatrice des transports de la région Île-de-France.
Keolis Meyer exploitait aussi les lignes de bus du réseau de l'agglomération Coeur d'Essonne et du réseau Tice ; ces lignes sont détaillées sur les articles propres à chaque réseau.

## Histoire de l'entreprise
L'histoire commence en 1823, quand Jean-Daniel Meyer, premier du nom, postillon de son état, entre au service des Messageries royales.
La maison Meyer voit le jour en 1856. Elle est mise en place à Montlhéry par Jean-Théodore Meyer, fils du postillon Meyer. Jean-Théodore Meyer disparaît prématurément en 1876 alors que la société progresse considérablement. Son épouse, Marie, assure la relève de l'entreprise. Les Transports Daniel Meyer comptent à cette époque une centaine de chevaux.
La Première Guerre mondiale vient d'éclater : Daniel-Louis Meyer part pour le front où il servira quatre ans dans l'artillerie. Daniel-Louis Meyer contribuera considérablement au développement de son héritage familial. Le 1er avril 1939, la diligence reliant Saint-Michel-sur-Orge à Montlhéry, Marcoussis et Linas est remplacée par un autobus. En 1932, Daniel-Louis Meyer fonde le syndicat des transporteurs de Seine-et-Oise dont il devient le premier président. En 1936, l'Arpajonnais, ligne de chemin de fer secondaire reliant Paris à Arpajon est supprimé. Meyer livre les productions maraîchères de Montlhéry aux Halles. L'entreprise possède désormais une quarantaine de camions et une demi-douzaine d'autocars. Il ne lui reste plus qu'un seul cheval, Crack.
Jean Meyer intègre officiellement l'entreprise le 1er avril 1940. L'exploitation continue avec des véhicules équipés de gazogène au charbon de bois Gohin-Poulenc. À la fin de la guerre, les activités reprennent progressivement. En 1948, les Meyer font l'acquisition d'un vieux bus qui rallie Montlhéry à Paris. Daniel-Louis Meyer fonde l'Association Professionnelle des Transporteurs Routiers (APTR) et en devient le président. À partir des années 1950, l'entreprise va se développer considérablement grâce à l'urbanisation du sud de la région parisienne. L'heure est à l'oubli des années noires, à la reconstruction et aux distractions. L'entreprise a besoin de véhicules de grande capacité pour satisfaire sa clientèle et elle se tourne alors vers le constructeur Renault.
À la fin des années 1950, Daniel-Louis Meyer décide d'agrandir le dépôt des véhicules et de localiser les bureaux rue de Paris, dans le centre-ville de Montlhéry. La société prospère mais, à la fin de l'été 1966, Pierre Meyer, fils de Daniel-Louis Meyer fait une chute mortelle d'une terrasse. Cet événement tragique va modifier l'organisation du travail au sein de l'entreprise. Très affecté par la perte de son fils, Daniel-Louis Meyer tombe malade et meurt en 1968. Un hommage unanime lui sera rendu par tous les acteurs de la profession[réf. nécessaire].
En 1968, Jean Meyer devient donc officiellement Président-Directeur général de la société Transports Daniel Meyer.
En février 1975, Daniel Meyer rejoint l'entreprise.
En 1976, le dernier camion quitte les Transports Daniel Meyer. Michèle Meyer, épouse de Daniel Meyer intègre l'organigramme des Transports, trouvant sa place dans un univers masculin et perpétuant à son tour la « tradition » familiale.
En 1984, le réseau de transports s'agrandit un peu plus avec la création de deux nouvelles lignes entre Orsay (RER) et Marcoussis et entre Massy-Palaiseau (RER), Orsay, Les Ulis et Nozay.
Le 1er mars 1986, les Transports Daniel Meyer achètent à la SETRA ses lignes régulières de l'Essonne. Daniel Meyer prend la décision de donner aux Transports Daniel Meyer des locaux plus conformes à l'importance de son parc de véhicules. Les nouveaux locaux sont inaugurés en 1989. Le parking passe de 13 000 à 30 000 m².
En 1990, a lieu l'acquisition des Cars Martignon à Étampes qui deviendront la société Ormont Transport. En 1991, est créé Albatrans, regroupant les Transports Daniel Meyer, Les Cars d'Orsay, les Cars Bridet et la STRAV. Jean Meyer prend sa retraite en 1992.
Daniel Meyer devient Président-Directeur général des Transports Daniel Meyer.
En 1993, avec le soutien du Conseil général de l'Essonne, les Transports Daniel Meyer testent les biocarburants.
En 2005, un contrat d'intéressement est mis en place afin de motiver les employés et de revaloriser le métier. La délinquance augmente et les conducteurs sont de plus en plus pris pour cible.
Le 3 juillet 2007, l'entreprise met en service les quatre premiers véhicules français labellisés aux normes Euro 5 alors que cette dernière doit être mise en application en 2009. Ces autocars de dernière génération émettent jusqu'à 80 % de particules en moins par rapport à la norme Euro 3.
Le 15 janvier 2016, Keolis Île-de-France, filiale de la SNCF, rachète cette compagnie familiale de bus, améliorant ainsi son implantation en Essonne. En février 2018, les transports Daniel Meyer sont renommés Keolis Meyer pour les rapprocher de la société mère.
Le 31 décembre 2023, Keolis Meyer perd ses dernières lignes régulières dans le cadre de l'ouverture à la concurrence des transports en commun en Île-de-France.

## Histoire du réseau de bus
Le 2 octobre 2006, la ligne DM 153 est labellisée Mobilien — en 2021, elle est labellisée « Express » — avec la création de courses supplémentaires en semaine ainsi que la création d'une offre le samedi.
Le 10 mars 2008, la ligne DM 151 voit deux courses en semaine modifiées. Sa fréquence du samedi est renforcée passant de seize allers-retours à vingt-six,.
Le 1er janvier 2009, les lignes DM 4 et DM 5 voient leurs fréquences renforcées avec la création d'un service de soirée jusqu'à 0 h 30 environ. De plus, un service est créé les dimanches et fêtes sur la ligne DM 5.
Le 1er avril 2009, la DM 22 est prolongée aux heures creuses ainsi qu'en soirée jusqu'à la gare de Grigny-Centre. La fréquence est également améliorée et un service est créé le week-end et les jours fériés ainsi qu'en soirée.
Le 1er novembre 2009, la ligne Jetbus est supprimée.
Le 12 novembre 2012, la ligne DM 17 est restructurée avec la fusion des circuits B et C en un nouveau circuit B. La nouvelle ligne DM 17B est prolongée jusqu'à Villarceaux en remplacement du circuit C. La fréquence est améliorée aux heures de pointe avec un passage toutes les demi-heures. De plus, les horaires sont calqués sur les trains à la gare d'Épinay-sur-Orge et avec les lignes DM 151 à DM 153. Enfin, les arrêts situés dans le sud de La Ville-du-Bois restent desservis par la ligne DM 17S.
Depuis le 31 décembre 2012, la ligne DM 3 est scindée en deux sous-lignes : la DM 3A et la DM 3B. Ces nouvelles lignes assurent une amplitude horaire plus large (de 4 h 55 à 23 h). La première relie Juvisy-sur-Orge Gare RER à Viry — François Mitterrand en passant par le centre de Viry-Châtillon. La seconde ligne dessert dorénavant la commune de Juvisy jusqu'à Viry — Victor Schœlcher.
Le 18 mars 2013, la ligne 510 est prolongée de Fleury-Mérogis — Hôpital Manhès à la zone d'activités de la Croix Blanche située à Sainte-Geneviève-des-Bois. Son amplitude de service est élargie circulant alors entre 6 h et 21 h et voit sa fréquence en semaine passée à un bus toutes les 15 minutes aux heures de pointe et toutes les 30 minutes aux heures creuses ainsi que le week-end.
À la suite de la mise en service de la ligne 7 du tramway d'Île-de-France, la ligne DM 8 est restructurée le 17 novembre 2013. La ligne est limitée à Athis-Mons  — Porte de l'Essonne alors qu'elle allait auparavant jusqu'à Villejuif — Louis Aragon. La desserte du nouvel itinéraire est renforcée.
Depuis le 3 mars 2014, la ligne DM 5 a vu l'ajout de courses supplémentaires aux heures de pointe passant ainsi d'une fréquence d'un bus toutes les 10 à 15 minutes à une fréquence d'un bus toutes les 8 à 10 minutes. De plus, la ligne DM 21 a vu l'ajout de nouvelles courses à ses sous-lignes aux heures de pointe sur les deux boucles complémentaires, la fréquence passant ainsi à un bus toutes les 10 minutes.
En raison de l'augmentation de la fréquentation des lignes DM 3A et DM 3B par les élèves du collège Saint-Louis / Saint-Clément à Viry-Châtillon, un doublement de la course du matin et du soir a été mis en place le 1er septembre 2014.
Le 3 novembre 2014, les lignes DM 6A et DM 6B ont vu leur tracé modifié à Longpont-sur-Orge en empruntant dorénavant le chemin des Mascadées au lieu du chemin des Charretières à Villiers-sur-Orge. Cela a permis la résolution des difficultés de circulation au chemin des Charretières, d'améliorer la desserte de la clinique de Villiers et de desservir les nouveaux logements du chemin des Mascadées à Longpont-sur-Orge.
À cette même date, la ligne Pass' Partout, créée le 4 janvier 1999, est supprimée en raison de sa faible fréquentation et d'un doublon de lignes existantes. La ligne DM 8 a vu sa fréquence passée à un bus par heure au lieu d'un bus toutes les deux heures. La ligne DM 22 a été renforcée à l'aide de 19 courses supplémentaires passant à une fréquence d'un bus toutes les quinze minutes aux heures creuses au lieu de 30 minutes.
Le 31 août 2015, la ligne DM 12 voit son offre renforcée aux heures de pointe et aux heures creuses en semaine ainsi que le week-end afin d'assurer une meilleure desserte du cœur et de la ZAC du Moulin de Saulx-les-Chartreux, avec une connexion en direction de la commune de Villebon-sur-Yvette. De plus, la ligne est prolongée jusqu'à la gare de Gravigny-Balizy. La fréquence de la ligne en semaine est d'un bus toutes les demi-heures en début et fin de services ainsi qu'aux heures creuses et tous les quarts d'heures aux heures de pointe.
À cette même date, la ligne DM 5 est prolongée jusqu'à la zone d'activités de La Croix-Blanche située sur la commune de Sainte-Geneviève-des-Bois. Ce prolongement est effectué tous les jours entre 6 h et 22 h avec une fréquence de dix à quinze minutes durant cette période. De plus, l'offre est renforcée toute la semaine.
Les bus mis en service à partir de 2018 arborent la livrée d'Île-de-France Mobilités à base de bleu et reçoivent seulement le logo Keolis. Quant aux autres bus déjà en service, ils sont modifiés pour recevoir le logo Keolis à la place de l’ancien logo de la compagnie.
Le 5 mars 2018, la ligne DM 16 est restructurée et prolongée jusqu'à la gare de Brétigny en desservant des quartiers enclavés. De plus, l'offre est modifiée avec la création d'un service aux heures creuses et le samedi à raison d'un bus toutes les demi-heures. À cette même date, la ligne DM 2B est prolongée jusqu'au Techniparc de Saint-Michel-sur-Orge.
Le 6 mai 2019, la ligne DM 21A est renforcée en semaine entre 17 h et 19 h avec une fréquence de sept minutes au lieu de dix. La fréquence de la ligne DM 21B est également améliorée en semaine entre 7 h et 8 h 30 avec un passage toutes les sept minutes.
Le 2 septembre 2019, la ligne DM 20 voit son itinéraire modifié en reliant la ZAC de la Mare aux Bourguignons à Égly au collège de la Fontaine aux Bergers. De plus, l'amplitude horaires et la fréquence sont également améliorées avec un départ tous les quinze minutes entre 6 h et 9 h 30, et entre 16 h 30 et 20 h 30.
Le 31 août 2020, la ligne de bus DM 151 qui relie Porte d’Étampes (Arpajon) à la porte d'Orléans, et la ligne DM 153 qui relie Porte d’Étampes (Arpajon) à la gare de Massy - Palaiseau vont bénéficier d’horaires supplémentaires. Du lundi au vendredi, les deux lignes fonctionnent de 5 h à 22 h, aux heures de pointe, à raison d'un bus toutes les 15 minutes, sur chaque ligne, soit un bus toutes les 7 minutes sur le tronc commun (entre Porte d’Étampes et Ballainvilliers). Dans la journée et le soir, la fréquence est d'un bus toutes les 30 minutes sur chaque ligne, soit un bus toutes les 15 minutes sur le tronc commun. Le samedi, elles fonctionnent de 5 h à 22 h avec un bus toutes les 30 minutes sur chaque 7 h à 20 h. Le dimanche, seule la ligne DM 151 fonctionne 5 h à 21 h.
Le 12 octobre 2020, une nouvelle ligne, la DM 50, reliant la gare de Juvisy à la maison d'arrêt de Fleury-Mérogis, est mise en service, en réponse à la fin du détour de la ligne DM 5 par cet établissement, qui avait suscité une polémique chez les familles des détenus et les personnes travaillant sur le site, ayant obligé les pouvoirs publics et Île-de-France Mobilités à réagir en ce sens.
Le 7 janvier 2023, deux nouveaux départs sont mis en place chaque samedi soir sur la ligne DM151 au départ d’Arpajon.

### Ouverture à la concurrence
Le 1er août 2022, les lignes DM10A, DM10S, DM11A, DM11C, DM11E, DM11G, DM12, DM151S et DM152S intègrent le réseau de bus Paris-Saclay, exploité par RD Saclay dans le cadre de l'ouverture à la concurrence des réseaux de bus franciliens. En parallèle, Keolis Meyer récupère les lignes 68.01, 68.01S, 68.02, 68.05A, 68.05B, 68.06, 68.08 et 68.100 de Keolis Ormont, qui sont celles qui ne sont pas intégrées au réseau de bus Essonne Sud Ouest.
Le 6 mars 2023, Île-de-France Mobilités désigne Transdev comme futur exploitant de la délégation de service public numéro 25, réseau de bus de l’agglomération Cœur Essonne, comprenant l'exploitation de 37 lignes de bus et d’un service de transport à la demande, desservant la Communauté d’agglomération Cœur d’Essonne Agglomération. Le 1er août 2023, l'ensemble des lignes à l'exception des lignes DM4, DM7S et DM22 intègrent le réseau de bus Cœur d'Essonne en raison de l'ouverture à la concurrence de celui-ci. Les lignes DM4, DM7s et DM22 sont transférées au réseau de bus Évry Centre Essonne le 1er janvier 2024.

## Chiffres clés
En novembre 2010, le transporteur communique les caractéristiques suivantes :
- 8 millions de voyageurs transportés chaque année ;
- 7,45 millions de kilomètres parcourus ;
- 248 salariés dont 227 conducteurs ;
- 155 autocars et autobus ;
- 400 points d'arrêts.

Fin 2021, la société réalise un chiffre d’affaires de 41 millions d’euros pour un effectif de 390 salariés.

## Galerie de photographies

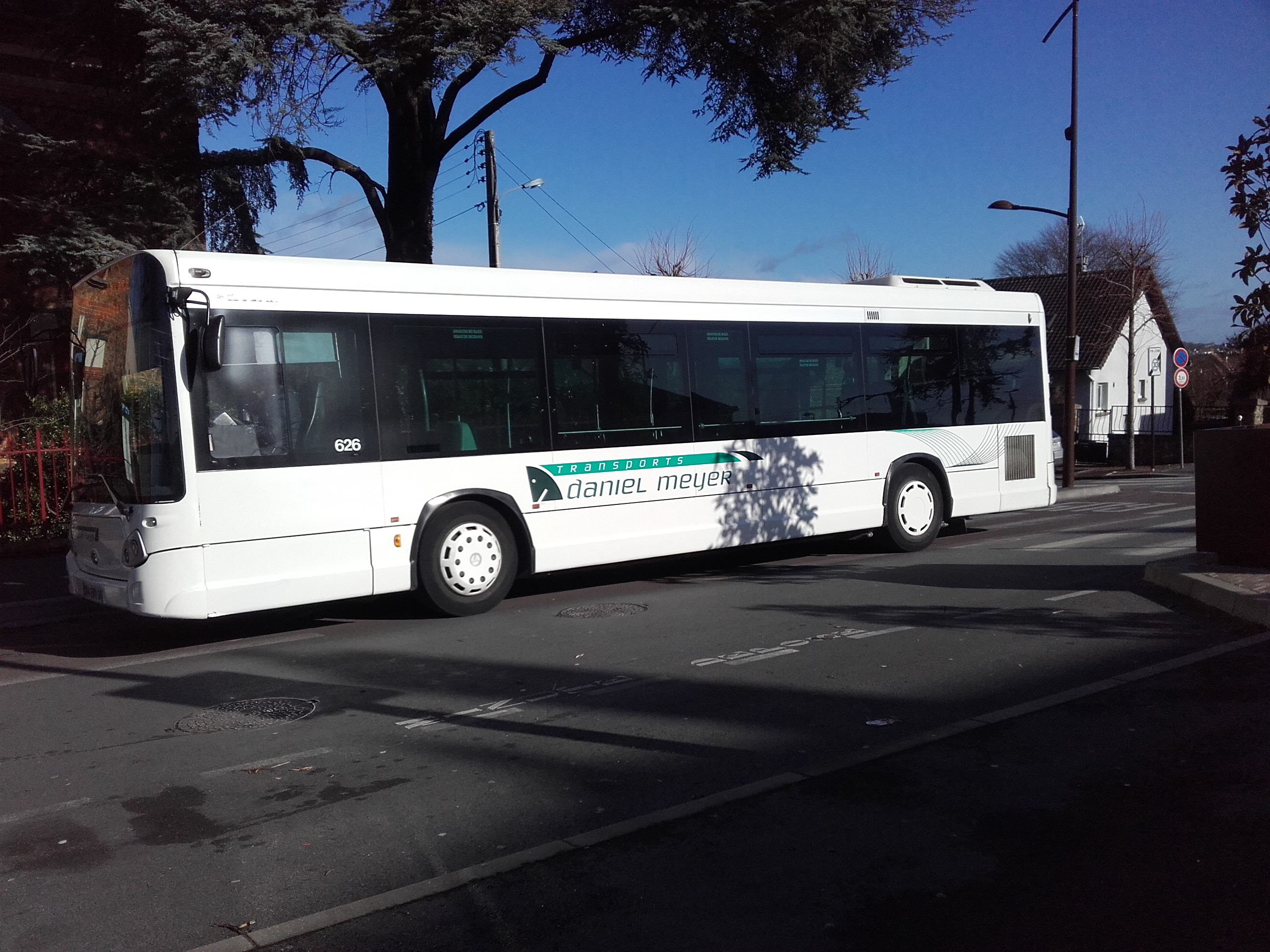
Heuliez GX 127 L no 626 à la gare d'Arpajon.
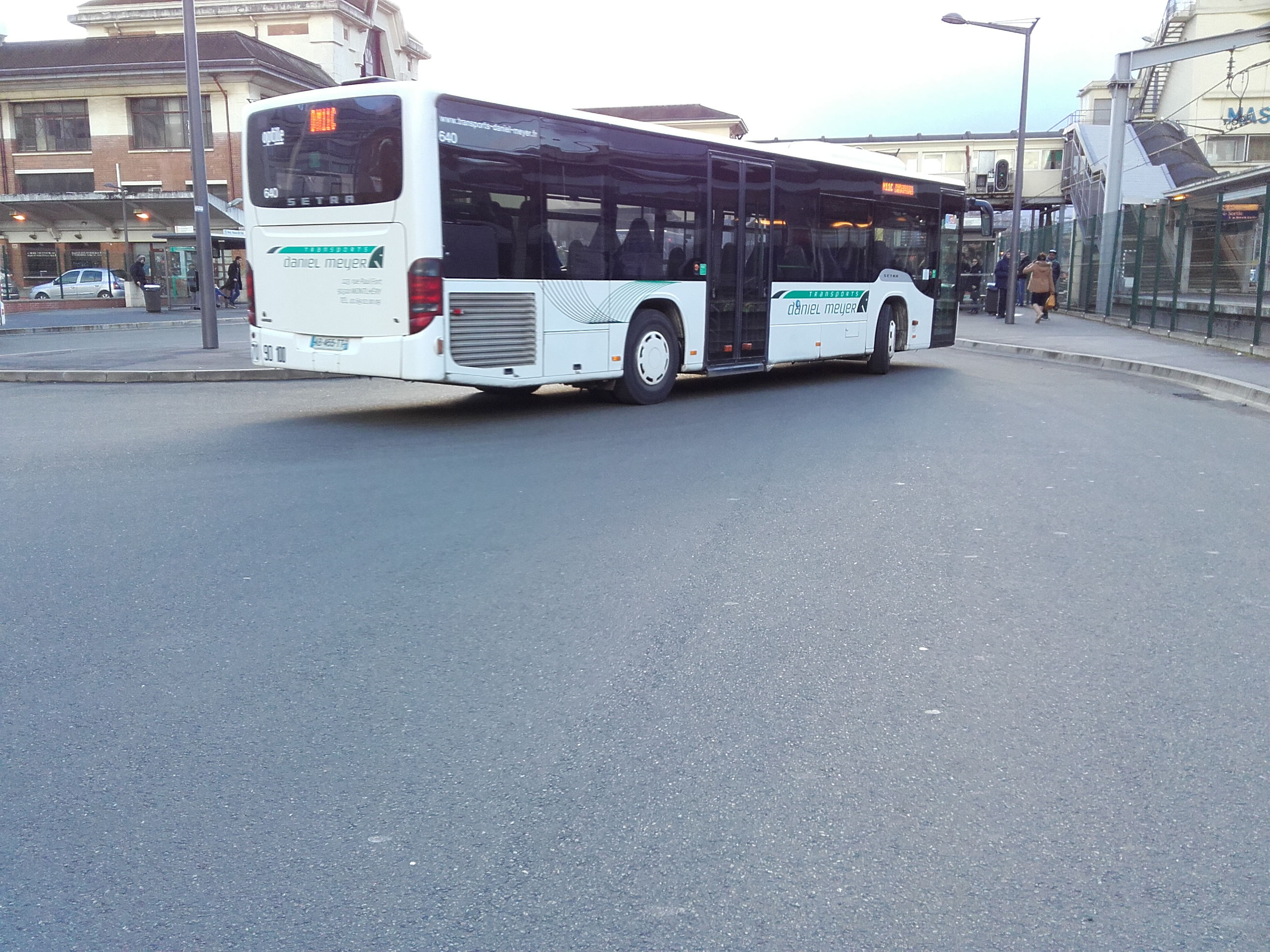
Setra S 415 NF no 640 de juillet 2009 à la gare routière de Massy - Palaiseau.
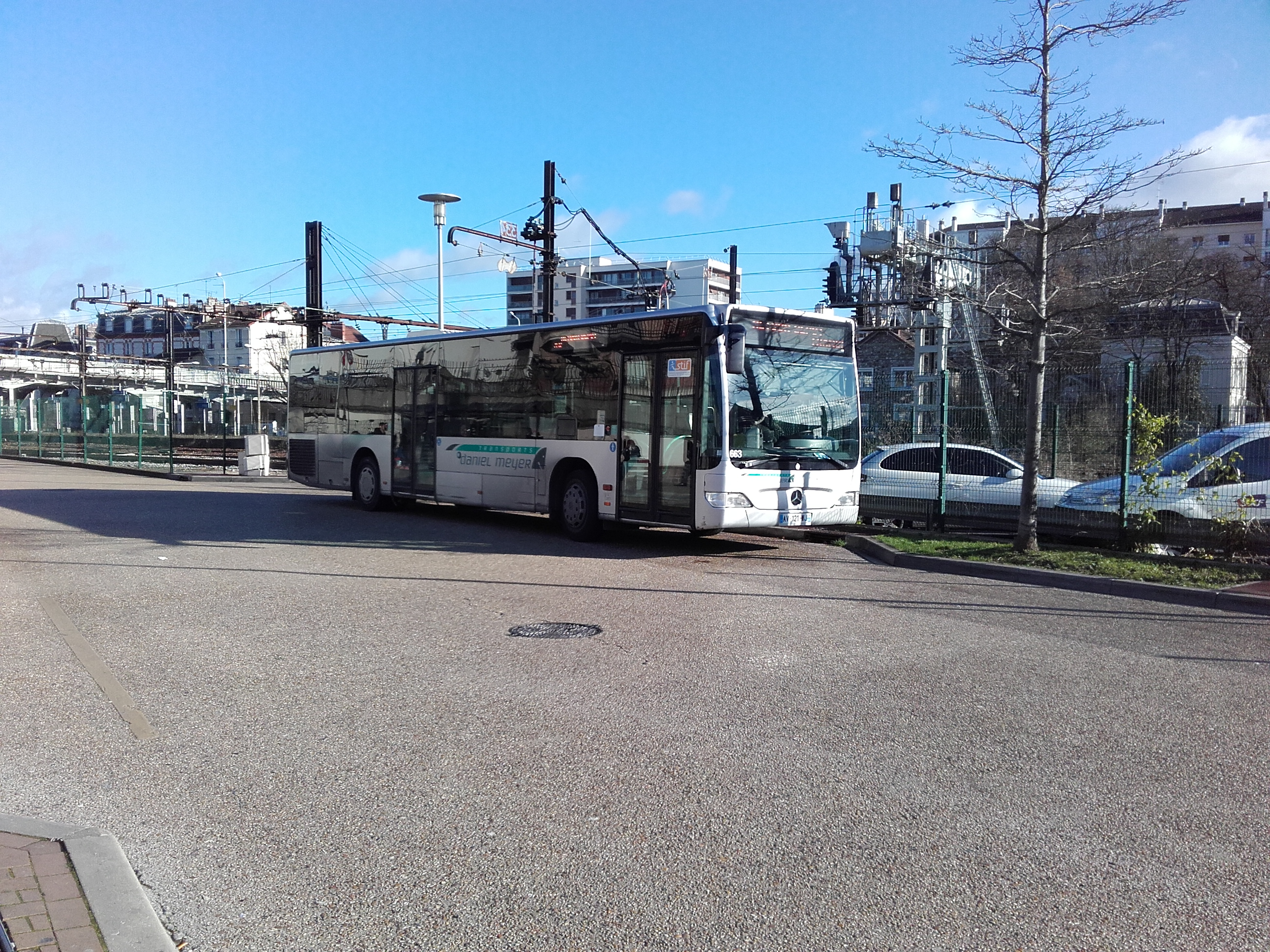
Mercedes Citaro II no 663 de juin 2010 à la gare routière de Juvisy-sur-Orge (Condorcet).
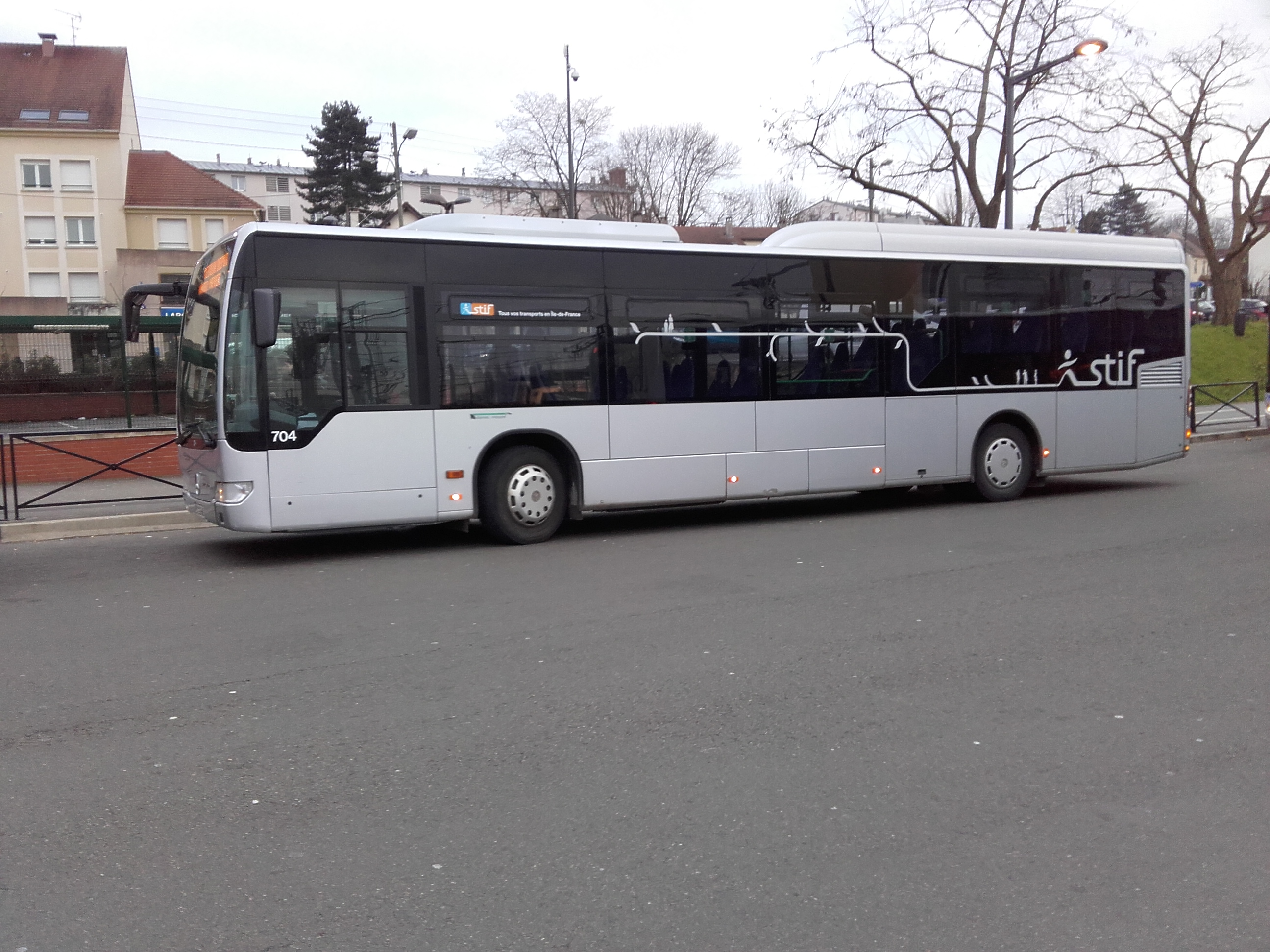
Mercedes Citaro II LE no 704 à la gare routière de Massy - Palaiseau.
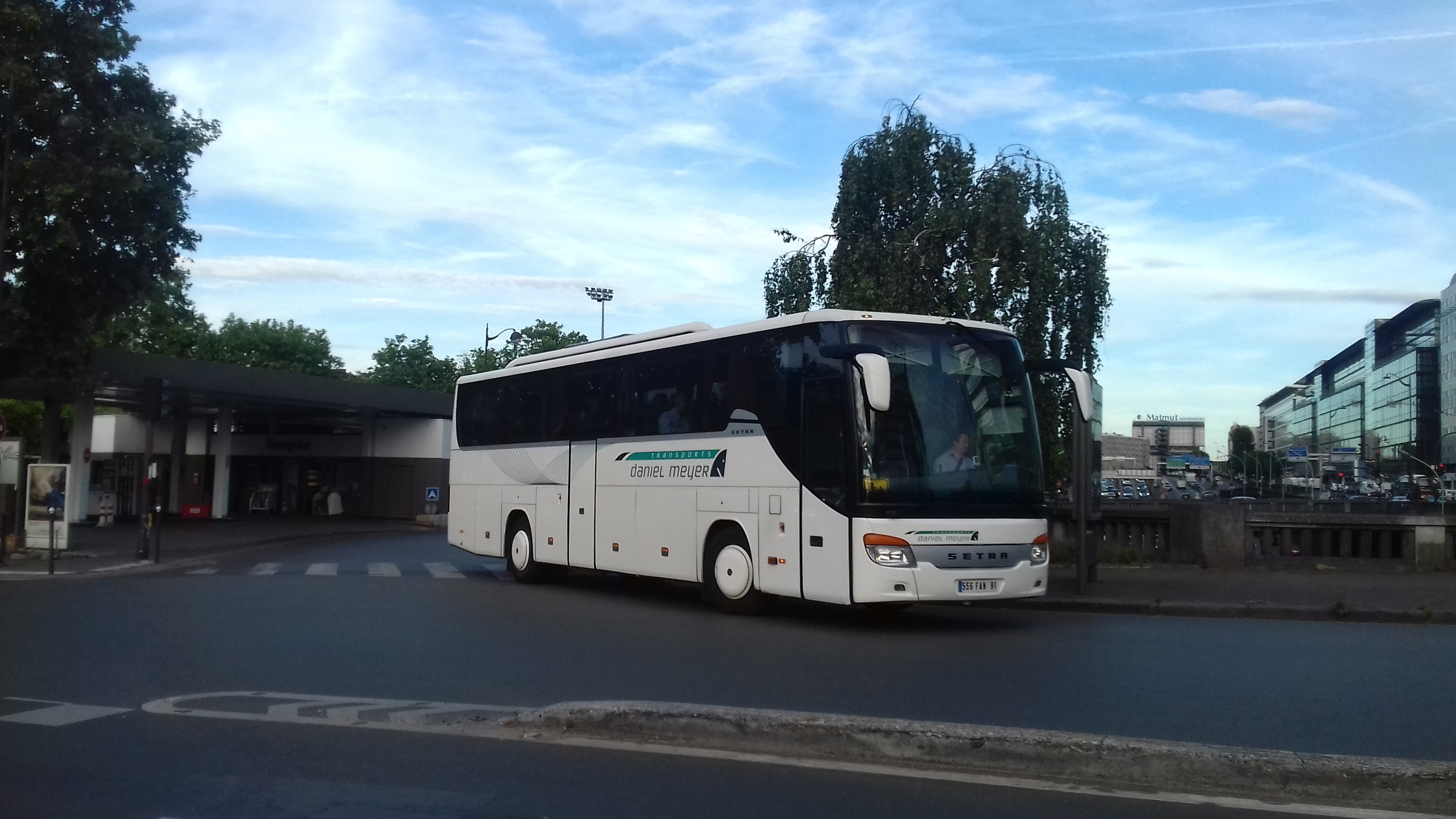
Keolis Daniel Meyer Setra S 415 GT-HD no 3 à la porte d'Orléans (Paris).
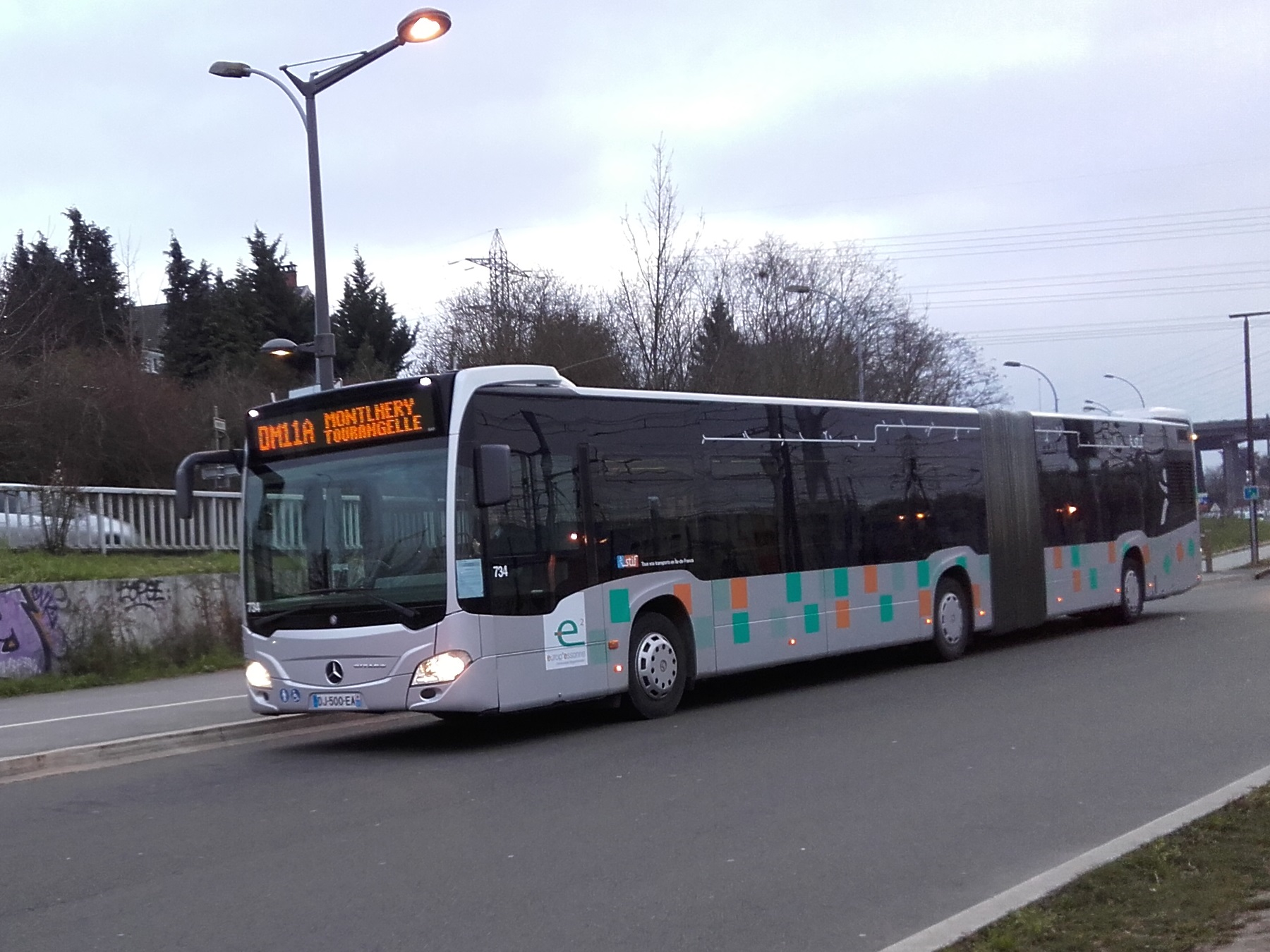
Mercedes Citaro articulé à la gare routière de Massy - Palaiseau.
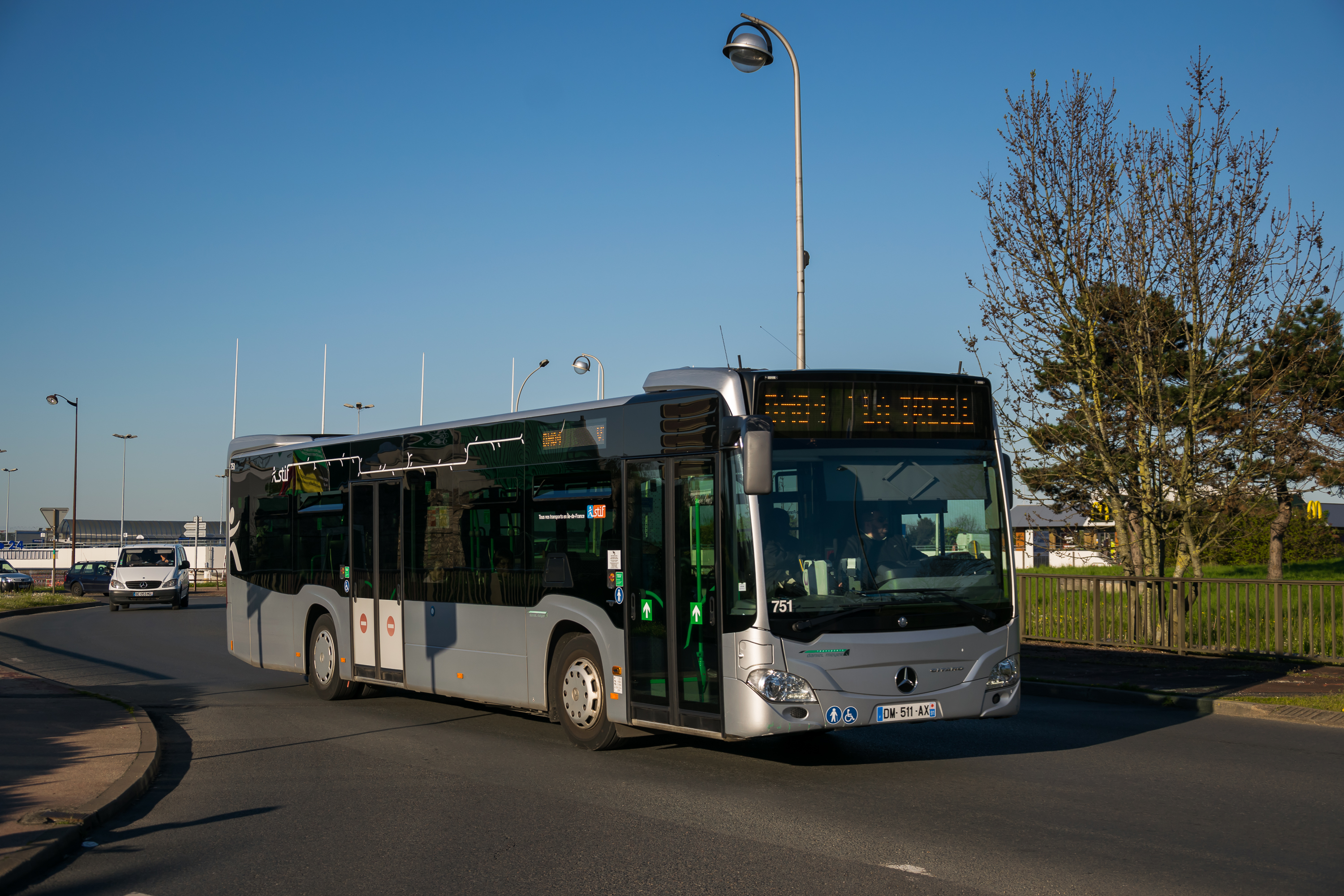
Citaro C2 no 751 sur la ligne DM 04 à Viry-Châtillon.
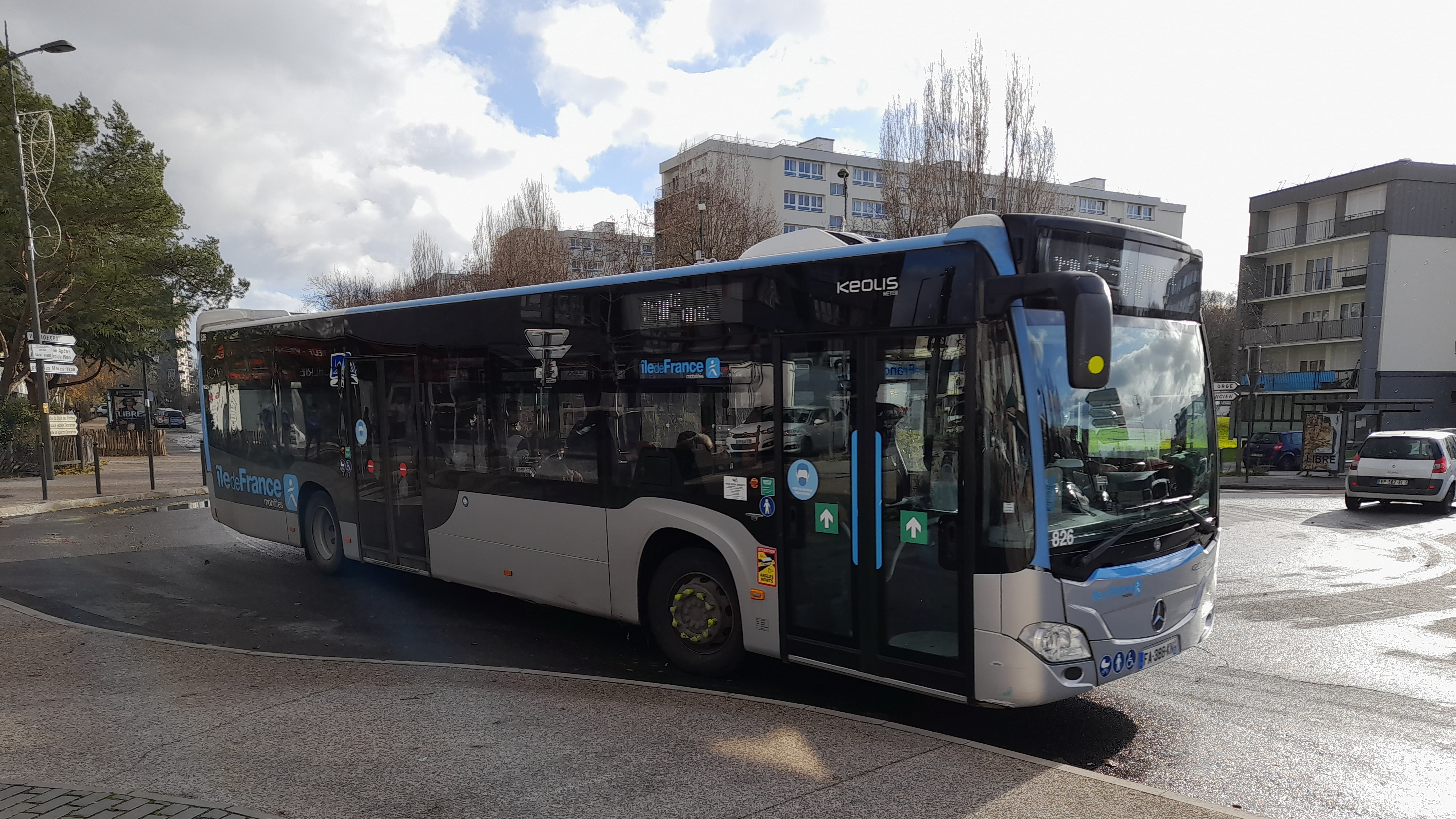
Mercedes-Benz Citaro C2 no 826 sur la ligne DM2A à Saint-Michel-sur-Orge.
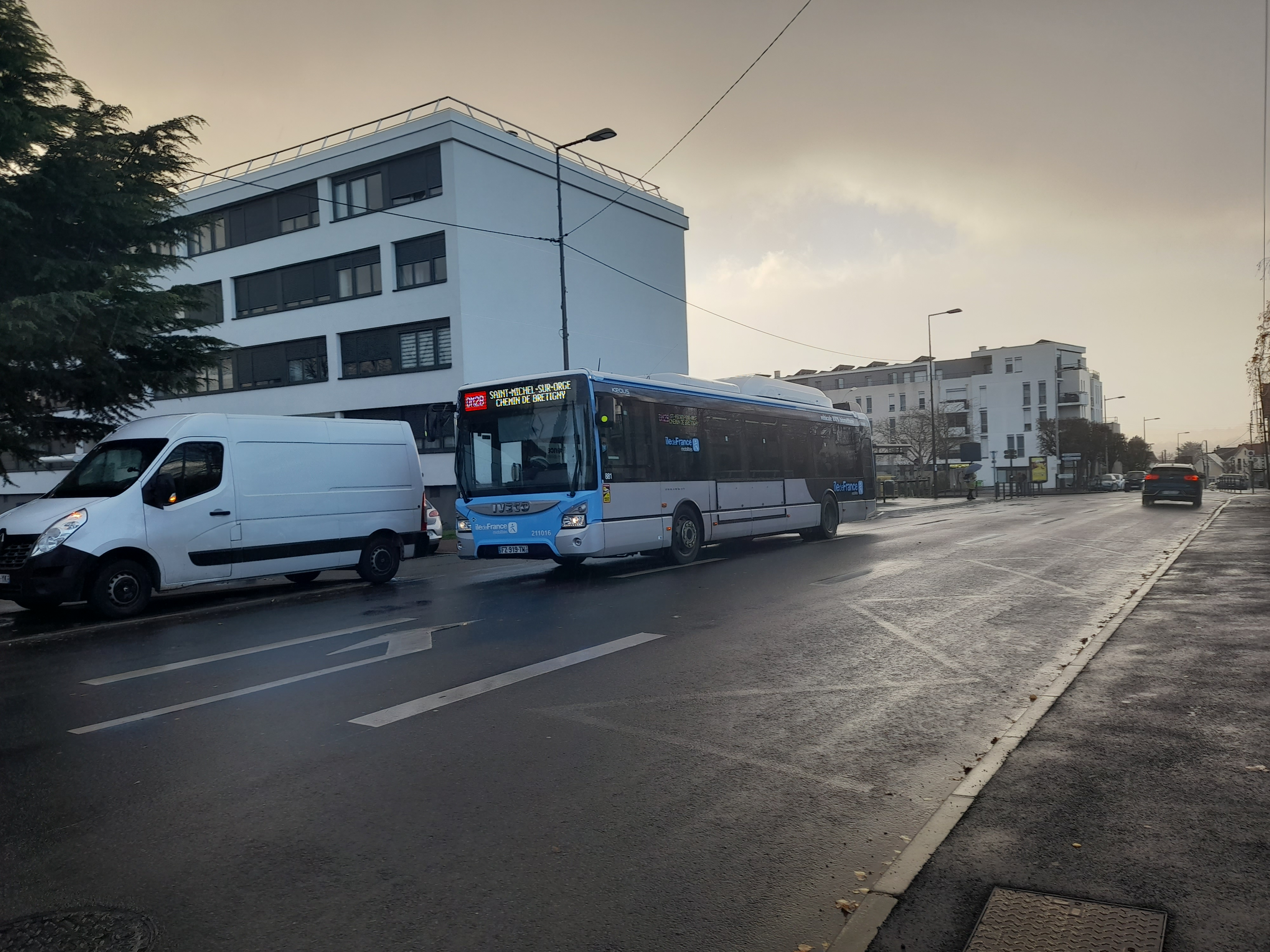
Iveco Bus Urbanway 12 GNV no 881 sur la ligne DM2B à Saint-Michel-sur-Orge.

## Matériel roulant
L'état du parc est présenté dans les tableaux ci-dessous.

### Bus standards
| Marque        | Modèle          | Nombre | Numéros de parc                                               | Période de mise en service | Lignes d'affectations | Observation                  |
| ------------- | --------------- | ------ | ------------------------------------------------------------- | -------------------------- | --------------------- | ---------------------------- |
| Mercedes-Benz | Citaro C2       | 20     | 722-725, 767-769, 788-790, 792-795, 815-816, 818-819, 823-824 | 02/2014 à 09/2018          | -                     | -                            |
| Mercedes-Benz | Citaro Facelift | 14     | 275-277, 687, 696-697, 711, 863-869                           | 12/2011 à 07/2013          | -                     | 863 à 869 : ex-Keolis Vélizy |
| Setra         | S 415 NF        | 3      | 260-262                                                       | 09/2009                    | -                     |                              |

### Midibus
| Marque        | Modèle      | Nombre | Numéros de parc | Période de mise en service | Lignes d'affectations | Observation                               |
| ------------- | ----------- | ------ | --------------- | -------------------------- | --------------------- | ----------------------------------------- |
| Mercedes-Benz | Citaro C2 K | 3      | 326, 761, 828   | 02/2014 à 09/2020          | -                     | 326, 828 : livrée Île-de-France Mobilités |
| Mercedes-Benz | Citaro II K | 1      | 713             | 06/2013                    | -                     |                                           |

### Minibus
| Marque        | Modèle        | Nombre | Numéros de parc | Période de mise en service | Lignes d'affectations | Observation |
| ------------- | ------------- | ------ | --------------- | -------------------------- | --------------------- | ----------- |
| Mercedes-Benz | Sprinter City | 2      | 834-835         | 12/2019                    | ─                     |             |

## Identité visuelle

Logo de la ligne Jetbus, ligne supprimée le 1er novembre 2009.
Ancien logo des Transports Daniel Meyer jusqu'au 21 octobre 2009[31].
Logo des Transports Daniel Meyer du 21 octobre 2009 jusqu'en 2016.
Logo des Transports Daniel Meyer de 2016 à 2017.
Logo actuel de Keolis Meyer depuis février 2018.